# Wasserturm Rheinfelden

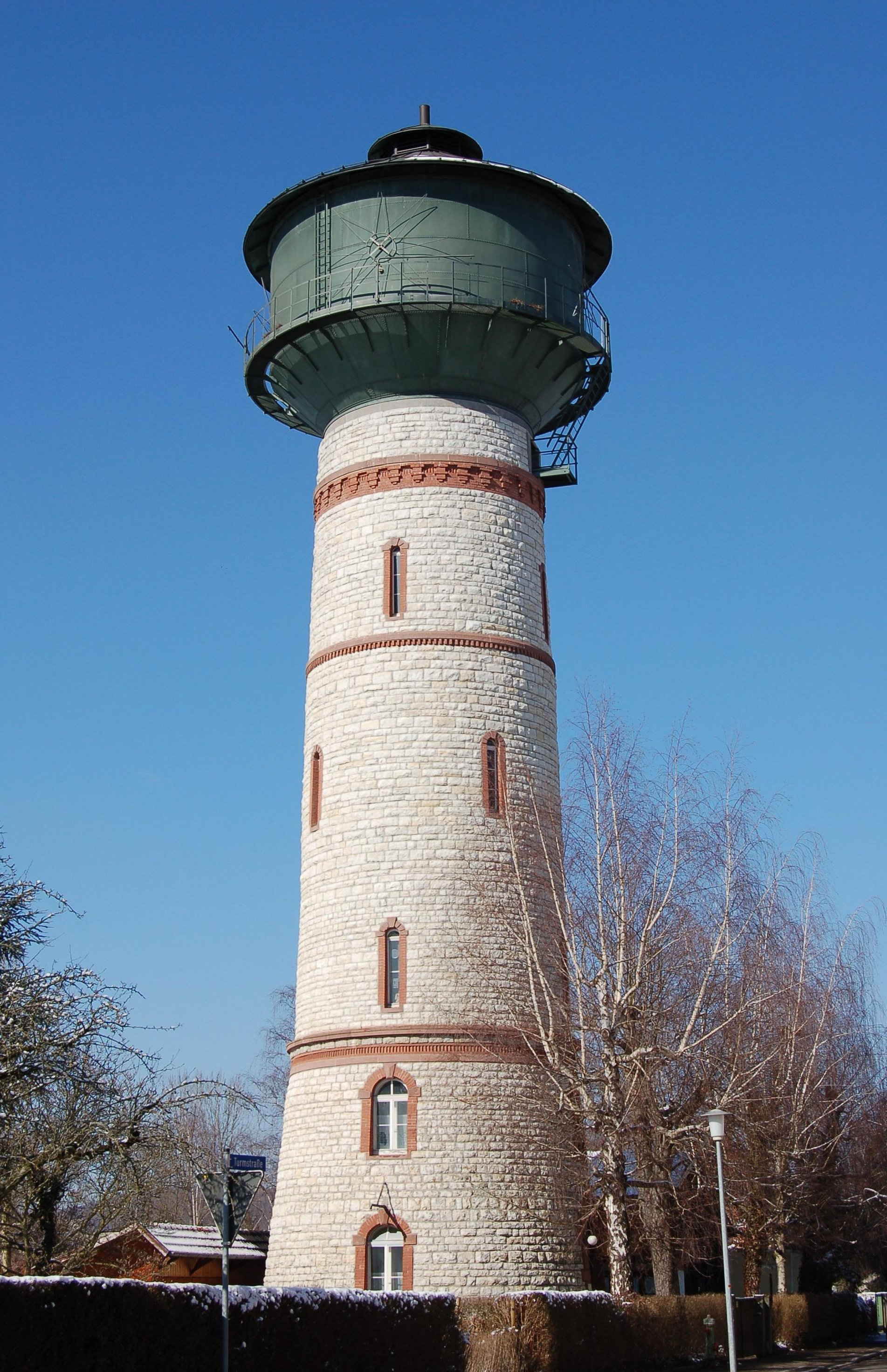
Wasserturm Rheinfelden

Der Wasserturm Rheinfelden ist ein stillgelegter, 35 Meter hoher Wasserturm in der baden-württembergischen Stadt Rheinfelden. Das Bauwerk gilt als Wahrzeichen der Stadt und beherbergt seit 1993 ein Narrenmuseum.

## Geschichte
Im Zuge der Industrialisierung des aufstrebenden Ortes Rheinfelden baute die „Kraftübertragungswerke Aktiengesellschaft“, die damals für die zentrale Wasserversorgung vor Ort zuständig war, in den Jahren 1898 bis 1899 den Wasserturm. Die konstruktive Planung erfolgt über das Schweizer Ingenieurbüro F. Pictet. Am 12. April 1938 kaufte die Stadt die Wasserversorgungsanlage den Kraftübertragungswerken ab. Der Turm wurde bis 1971 für die Wasserversorgung der Stadt verwendet. Fortan gewährleistete ein Hochbehälter im Stadtteil Nollingen mit 3000 Kubikmeter Fassungsvermögen die Wasserversorgung.
Nachdem ursprünglich die Sprengung des Turms erwogen worden war, wurde er Anfang der 1980er Jahre für 750.000 Mark renoviert und seither von der Rheinfelder Narrenzunft genutzt, der über 30 Cliquen angehören. In dem 1993 in den Räumlichkeiten des Wasserturms eröffneten Narrenmuseum sind in der Dauerausstellung verschiedene Fastnachtskostüme zu sehen.

## Beschreibung
Der fünfgeschossige, 35 Meter hohe Wasserturm hat einen kreisförmigen Grundriss und verjüngt sich von 11,1 Meter Durchmesser zur Höhe hin auf 6,5 Meter im Durchmesser. Er wurde baulich passend im Stil des Alten Wasserkraftwerks in Rheinfelden in rohen, hellen Kalksteinblöcken erbaut. Fensterrahmen und Geschossabtrennungen wurden zur Außenfassade in roten Steinen eingefasst. Das ausgebaute Untergeschoss diente während der Betriebszeit des Wasserturms als Wohnung für den Turmwärter. Auf dem Steinbauwerk ist ein zylindrischer, dunkelgrüner Intzebehälter aus Metall mit einem Fassungsvermögen von 400 Kubikmeter aufgesetzt. Im unteren Teil befindet sich ein vom obersten Stockwerk zugänglicher Umgang mit Geländer. Den Abschluss des Wasserreservoirs bildet ein Kegeldach, auf dessen Spitze sich eine Belüftungskuppel mit kleinerem Kegeldach befindet.
In den Wintermonaten leuchtet an vier Seiten des Wasserbehälters je eine sternförmige Weihnachtsbeleuchtung, deren Trägerelement permanent angebracht ist.